# Äspskärs reven
Äspskärs reven är klippor i Finland.   De ligger i kommunen Kimitoön i landskapet Egentliga Finland, i den södra delen av landet, 150 km väster om huvudstaden Helsingfors. Äspskärs reven ligger 2 meter över havet.
Terrängen runt Äspskärs reven är platt. Havet är nära Äspskärs reven åt nordväst. Runt Äspskärs reven är det glesbefolkat, med 14 invånare per kvadratkilometer. Närmaste större samhälle är Dragsfjärd, 9,0 km öster om Äspskärs Reven. 